# Стала Ердеша — Борвейна
Стала Ердеша — Борвейна — математична стала, що дорівнює сумі обернених величин чисел Мерсенна. Названа за іменами Пала Ердеша і Пітера Борвейна, які з'ясували її ключові властивості.
За визначенням стала дорівнює:
{\displaystyle E=\sum _{n=1}^{\infty }{\frac {1}{2^{n}-1}}},
що приблизно становить 1, 606 695 152 415 291 763 783 301 523 190 924 580 480 579 671 505 756 435 778 079 553 691 418 420 743 486 690 565 711 801 670 155 576….

## Еквівалентні форми
Можна показати, що такі суми дають ту саму сталу:
{\displaystyle E=\sum _{n=1}^{\infty }{\frac {1}{2^{n^{2}}}}{\frac {2^{n}+1}{2^{n}-1}}},
{\displaystyle E=\sum _{m=1}^{\infty }\sum _{n=1}^{\infty }{\frac {1}{2^{mn}}}},
{\displaystyle E=1+\sum _{n=1}^{\infty }{\frac {1}{2^{n}(2^{n}-1)}}},
{\displaystyle E=\sum _{n=1}^{\infty }{\frac {\sigma _{0}(n)}{2^{n}}}},
де {\displaystyle \sigma _{0}(n)=d(n)} — мультиплікативна функція дільників, рівна числу додатних дільників числа {\displaystyle n}. Для доведення еквівалентності цих формул використовується той факт, що всі вони представляють ряд Ламберта.

## Ірраціональність
Ердеш 1948 року показав, що стала є ірраціональним числом. Пізніше Борвейн надав альтернативне доведення.
Попри ірраціональність, двійкове подання сталої ефективно обчислюється: Кнут у виданні «Мистецтва програмування» 1998 року зауважив, що обчислення можна здійснити з використанням ряду Клаузена, який збігається дуже швидко.

## Застосування
Стала Ердеша — Борвейна виникає під час аналізу поведінки алгоритму пірамідального сортування.